# DMR

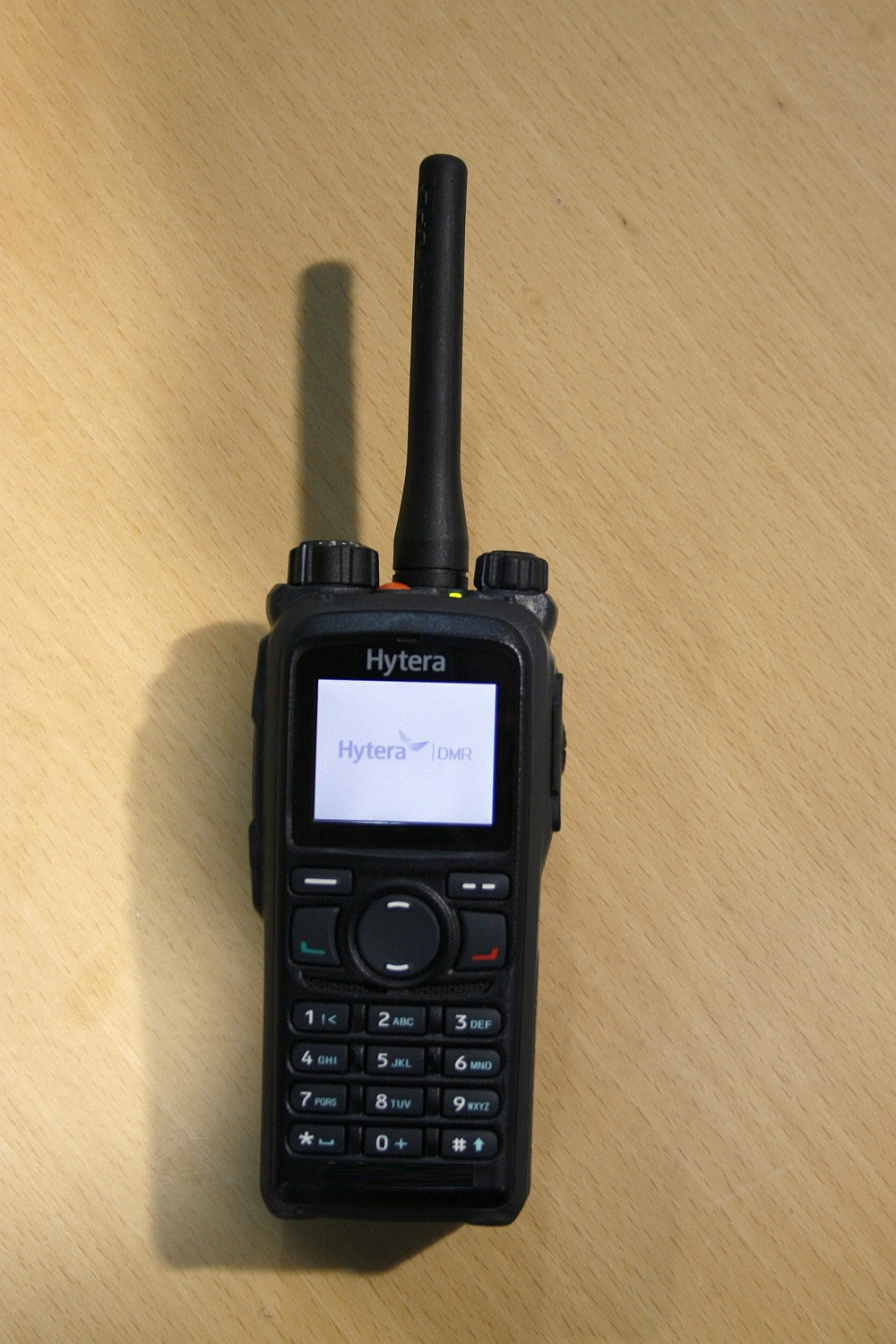
Цифровая портативная радиостанция DMR Hytera

DMR — Digital Mobile Radio (Цифровая Подвижная Радиосвязь) это открытый стандарт цифровой радиосвязи, разработанный Европейским институтом телекоммуникационных стандартов (ETSI). Первый релиз стандарта вышел в 2005 году. DMR позиционируется как недорогой и простой стандарт, нацеленный на замену аналогового оборудования сухопутной мобильной радиосвязи, работающего в диапазоне частот от 30 до 1000 МГц. На рынке он конкурирует со схожими по назначению стандартами APCO P25, NXDN, TETRA, dPMR и т.п.
DMR спектрально совместим с аналоговой узкополосной FM радиосвязью и поддерживает разделение частотных каналов с шагом 12,5 кГц (технология FDMA). В пределах одного частотного канала предусмотрена передача двух независимых речевых каналов (или двух каналов данных) за счёт временного разделения пакетов (технология TDMA). Для передачи данных в эфире используется четырёхуровневая частотная манипуляция (4-FSK), голос кодируется и декодируется вокодером AMBE+2, разработанным фирмой Digital Voice Systems, Inc. (протокол допускает использование разных вокодеров). Помимо голоса, возможна передача различной цифровой информации, шифрование, транкинг, организация сетей и большое количество сервисных функций, характерное для цифровых систем.
Стандарт DMR предусматривает разделение оборудования на три вида (уровня), которые могут быть не совместимы между собой: DMR Tier I (безлицензионная радиосвязь типа устройство-устройство), DMR Tier II (лицензионное оборудование с возможностью использования базовых станций и ретрансляторов) и DMR Tier III (лицензионные транкинговые системы). В настоящее время основное внимание нацелено на уровни DMR Tier II и Tier III, DMR Tier I фактически не развивается.

## Радиоканал
Цифровой поток в эфире передаётся при помощи четырёхуровневой частотной манипуляции (4FSK) со смещениями +1944 Гц (01), +648 Гц (00), -648 Гц (10) и -1944 Гц (11) относительно центральной частоты радиоканала и физической скоростью передачи 9,6 Кбит/с (4800 двухбитных символов в секунду). Время работы физического канала в DMR разделяется на 30-миллисекундные интервалы времени - таймслоты, внутри каждого из которых передаётся TDMA-пакет информационного канала. Так как TDMA каналов два, таймслотам присваивается условный номер 1 или 2 и они постоянно чередуются между собой. Два смежных таймслота образуют 60-миллисекундный фрейм.
Существуют три вида TDMA пакетов: голосовой пакет, пакет данных и так называемый пакет реверсивного канала (RC - Reverse Channel). По времени пакеты принято позиционировать в центре таймслота. Голосовой пакет и пакет данных имеют максимально возможную длину 27,5 мс и вмещают по 264 бита, обеспечивая скорость каждого TDMA-канала 4,4 Кбит/с. Оставшиеся 2,5 мс зарезервированы на защитные интервалы в начале и конце таймслота, в течение которых мощность передатчика нарастает и спадает, а также может происходить смещение соседнего пакета из за задержки распространения радиоволн. Пакет реверсивного канала (RC) короткий и используется редко (только для управления и низкоскоростной передачи данных). Он имеет длину 10 мс и вмещает 96 бит, обеспечивая скорость TDMA-канала 1600 Кбит/с.
Обычно в течение одного таймслота радиостанция передаёт сигнал, в течение другого принимает (дуплекс или ретрансляция), либо находится в режиме простоя (симплекс), но протокол предусматривает режим, когда передатчик радиостанции занимает оба таймслота. В этом случае потребность в защитном интервале 2,5 мс отпадает, и он может быть использован для третьего, низкоскоростного TDMA-канала, названного CACH – Common Announcement Channel – общий канал передачи уведомлений.
Структура TDMA-пакета в DMR симметрична относительно центра таймслота, в центральной части расположено поле служебной информации, начало и конец пакета содержат два одинаковых по размеру поля с пользовательскими данными. Исключение составляет CACH-пакет, содержащий 24 бита и формируемый методом перемежения данных. В голосовом пакете размеры полей 108-48-108 бит, в информационном 98-68-98 бит, в RC-пакете 24-46-24 бита. Служебная информация может содержать синхропоследовательность, номер таймслота, так называемый "цветовой код", идентификатор вида передачи, номер-индентификатор радиостанции, адресацию пакетов данных, различные команды и др. Эти данные не шифруются.

## Об ассоциации
DMR Association — организация, объединяющая мировых производителей и поставщиков оборудования открытого стандарта DMR, задачей которой является вывести стандарт DMR на новый уровень, обеспечивая в его рамках совместимость различного оборудования и стимулируя развитие новых сервисов и оборудования, с целью сделать его приоритетным как для конвенциональных, так и для транкинговых систем Профессиональной Мобильной Радиосвязи (ПМР),
О создании Ассоциации DMR было объявлено в Лондоне 11 августа 2009 года (недоступная ссылка).

## Шифрование
Шифрование изначально не было определено в стандарте DMR. Каждый производитель радиостанций DMR позже добавил свой собственный протокол шифрования. Таким образом, протоколы шифрования несовместимы друг с другом. Например, шифрование Basic Encrypt от Hytera полностью несовместимо с шифрованием Basic Encrypt от Motorola или шифрованием Basic Encrypt от Tytera.
Чтобы решить эту проблему, компания Motorola предложила общее шифрование в рамках ассоциации DMRA. Он предлагает 40-битное шифрование ARC4 и 256-битное шифрование AES.
Реализация этих двух алгоритмов неизвестна, поскольку шифрование Motorola DMRA доступно только производителям, которые подписывают соглашение о неразглашении в дополнение к выплате роялти за использование.
Были выпущены некоторые алгоритмы шифрования DMR, такие как PC4, выпущенный в 2015 году. Это блочный шифр, специально разработанный для систем радиосвязи DMR. Он использует 253 раунда, а размер ключа может варьироваться от 8 бит до 2112 бит. Размер блока составляет 49 бит, что соответствует размеру голосового кадра AMBE+ DMR.
Прошивка, реализующая шифрование PC4, доступна для радиостанций Tytera MD-380 и MD-390.
Несмотря на то, что большинство протоколов шифрования DMR являются проприетарными и не являются общедоступными, существует некоторая информация, которая может быть использована для определения различных существующих режимов шифрования: Кадры AMBE шифруются ключом после оцифровки аналогового сигнала. А на приёме кадры AMBE расшифровываются тем же ключом, и только после этого осуществляется цифро-аналоговый разговор.
В базовом режиме Motorola на самом деле 255 фиксированных клавиш. Это ключ из 1 символа. Например, ключ No1 в базовом шифровании Motorola: 1F001F001F0000 Это означает, что каждый 49-битный кадр AMBE шифруется XOR с ключом 1F001F001F0000.
Базовый режим других производителей предлагает 10, 32 или 64-символьные клавиши для создания 882-битной фиксированной строки случайных символов, которые будут XOR с кадрами AMBE.
Но вместо того, чтобы шифровать каждый кадр AMBE фиксированным ключом, весь суперкадр шифруется этой фиксированной строкой. Суперкадр содержит 18 кадров AMBE, т.е. 882 бита, и именно эти 882 бита будут зашифрованы этой 882-битной фиксированной строкой.
Режим шифрования PC4 шифрует весь 49-битный кадр в режиме ECB. Один бит, который отличается, делает весь зашифрованный блок совершенно разным.
В расширенном (ARC4) или расширенном (AES) режиме также шифруется полный суперкадр, но добавляется 32-битный вектор инициализации (вектор инициализации).
Таким образом, каждый суперкадр будет зашифрован по-разному. И существует 2^32 (2 степени 32) возможных векторов инициализации. Благодаря вектору инициализации шифрование больше не фиксируется для одного и того же ключа, а меняется с каждым суперкадром.
В стандарте DMR не было места для хранения этого IV, поэтому IV (с добавлением кода, исправляющего ошибки, всего 72 бита) вставляется в каждый 49-битный кадр AMBE из-за 4 бит на кадр (младшие биты). Таким образом, эти 4 бита теряются, что ухудшает качество голоса, чего нельзя сказать о фиксированных шифрах в базовом режиме. 18 кадров AMBE по 49 бит по 4 бита в каждом дают 72 бита (18*4).

## Спецификация
DMR протокол описан в следующих стандартах ETSI:
General System Design - ETSI TR 102 398
DMR Air Interface (AI) protocol - ETSI TS 102 361-1
DMR voice and generic services - ETSI TS 102 361-2
DMR data protocol - ETSI TS 102 361-3
DMR trunking protocol - ETSI TS 102 361-4